# 斯库台共产主义小组
斯库台共产主义小组是阿尔巴尼亚历史上的一个共产主义组织。该组织成立于1934年，组长是泽弗·马拉。该组织以斯库台为活动中心，后将活动扩展至地拉那、爱尔巴桑、吉诺卡斯特、科尔察等地。该组织的成员阅读马克思列宁主义、托洛茨基主义和无政府主义的文献。1941年11月8日，该组织与科尔察共产主义小组、青年共产主义小组合并为阿尔巴尼亚共产党。